# Печорская улица (Санкт-Петербург)
Печо́рская улица — улица в Калининском районе Санкт-Петербурга. Начинается от проспекта Непокорённых и заканчивается тупиком у Пискарёвского парка.

## История
Изначально улица называлась Александровской (название известно с 1908 года). Современное название присвоено 3 августа 1940 года по реке Печоре.

## Транспорт
Ближайшая к Печорской улице станция метро — «Академическая» 1-й (Кировско-Выборгской) линии.
На проспекте Непокорённых существует автобусная остановка «Печорская улица».

## Пересечения
- проспект Непокорённых

## Достопримечательности
- Пискарёвский парк